# Központi tartomány
A Központi tartomány (mongolul: Төв аймаг) Mongólia huszonegy tartományának (ajmag) egyike. Az ország központi részén terül el, székhelye Dzúnmod.

## Földrajz
Északon Szelenga-, keleten Hentij-, délen Góbi-Szümber- és Közép-Góbi-, délnyugaton Dél-Hangáj-, nyugaton Bulgan tartomány határolja.
Északkeleti részén emelkedik a Hentij-hegység, – legmagasabb csúcsa az Aszralt-Hajrhan (Асралт Хайрхан, 2751 m) –, nyugati és déli területein hullámos sztyepp terül el. A Hentij-hegységben ered és hosszan kanyarog a tartományban legnagyobb folyója, a Tola. Keleten, a Hentij tartománnyal közös határon folyik dél felé a másik nagy folyó, a Kerülen. 
A Központi tartomány területén helyezkedik el a főváros, Ulánbátor, mely azonban közigazgatásilag nem tartozik a tartományhoz, hanem önálló közigazgatási egység. Szintén nem része, hanem közigazgatásilag a fővároshoz tartozik az attól 35 km-re fekvő Nalajh bányásztelepülés (szénbányáját már bezárták). 
Hentij tartomány határán, Bajandelger járásban fekszik Baganúr város (Багануур), ahol nagy külfejtéses szénbánya működik. Ulánbátortól 76 km-re, Bajancsandmani járásban, Cagán davá lelőhely (Цагаан даваа) volframércbányáját és -dúsítóját magyar segítséggel létesítették, 1989-ben nyitották meg. Erdene járásban is jelentős ón- és volfrám előfordulásokat tártak fel.
A Központi tartományban két nagy természetvédelmi területet hoztak létre. Az egyik az 1993-ban létesített Gorhi-Tereldzs Nemzeti Park (Горхи–Тэрэлж), mely a Hentij-hegység magas csúcsait is magába foglalja. A másik, a főváros mellett elterülő egykori szent hegy, a Bogdohan-Úl (Богдо Хаан Уул vagy Богдохан Уул) szigorúbb védelmet élvező természetvédelmi terület.

## Népessége
| 2011 | 85 166 |
| 2015 | 90 421 |

## Járások

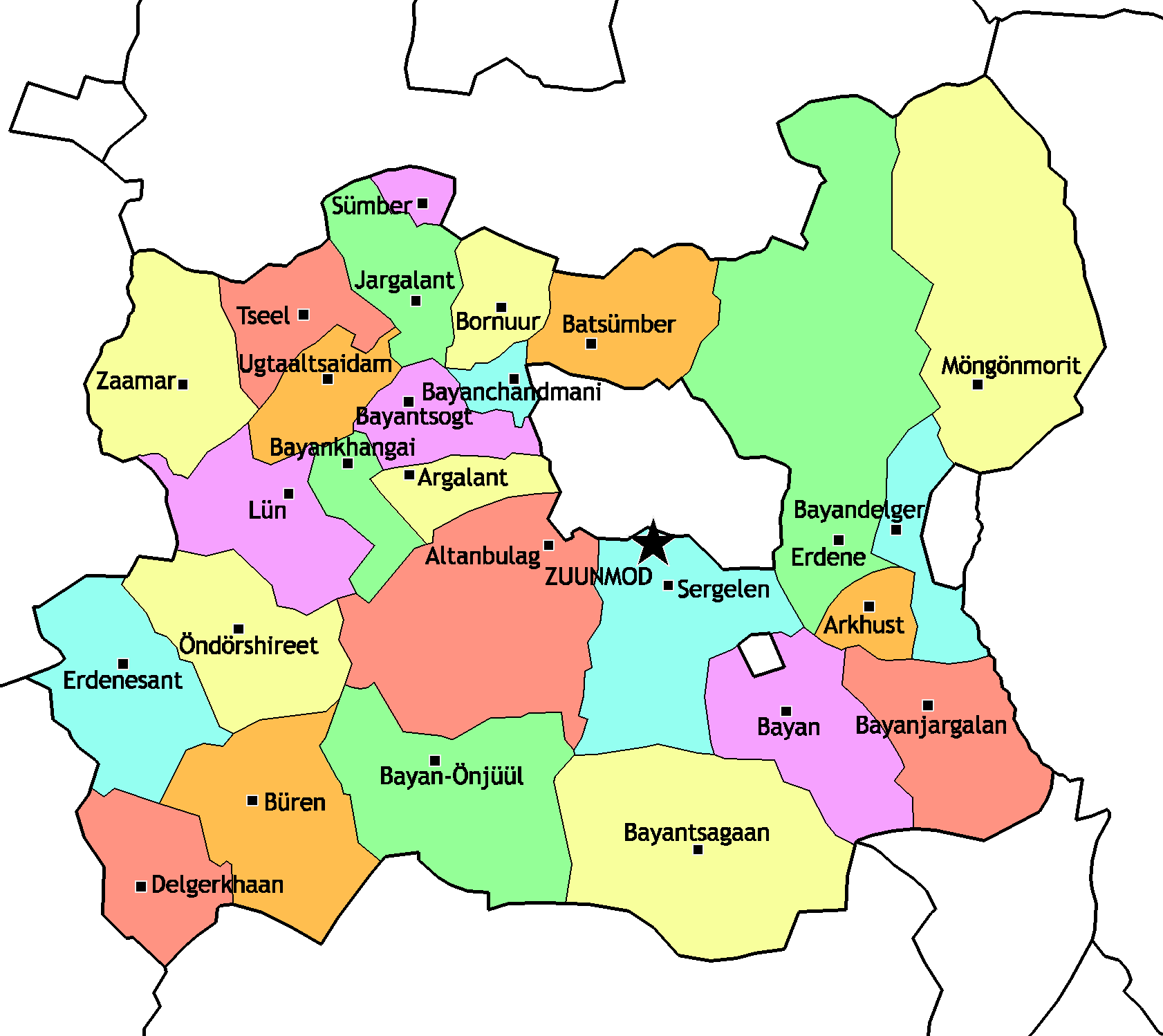
A Központi tartomány járásai

| Járás                 | Mongol nyelven |
| --------------------- | -------------- |
| Altanbulag járás      | Алтанбулаг     |
| Arhuszt járás         | Архуст         |
| Argalant járás        | Аргалант       |
| Bajan járás           | Баян           |
| Bajanhangáj járás     | Баянхангай     |
| Bajandelger járás     | Баяндэлгэр     |
| Bajandzsargalan járás | Баянжаргалан   |
| Bajancsandmani járás  | Баянчандмань   |
| Bajancogt járás       | Баянцогт       |
| Bajan-Öndzsűl járás   | Баян-Өнжүүл    |
| Bajancagán járás      | Баянцагаан     |
| Batszümber járás      | Батсүмбэр      |
| Bornúr járás          | Борнуур        |
| Büren járás           | Бүрэн          |
| Delgerhán járás       | Дэлгэрхаан     |
| Erdene járás          | Эрдэнэ         |
| Erdeneszant járás     | Эрдэнэсант     |
| Dzsargalant járás     | Жаргалант      |
| Lün járás             | Лүн            |
| Möngönmorit járás     | Мөнгөнморьт    |
| Öndörsirét járás      | Өндөрширээт    |
| Szergelen járás       | Сэргэлэн       |
| Szümber járás         | Сүмбэр         |
| Cél járás             | Цээл           |
| Ugtálcajdam járás     | Угтаалцайдам   |
| Dzámar járás          | Заамар         |
| Dzúnmod               | Зуунмод        |